# Азиатский маршрут AH48
Азиатский маршрут AH48 (англ. Asian Highway 48) — азиатский автомобильный маршрут от индийского города Чанграбандха (на индийско-бангладешской границе) до Тхимпху (столица Бутана). 
AH48 — это также номер национальной автомагистрали Бутана, присвоенный этому маршруту.

## История
Ранее это был самый короткий азиатский маршрут (его длина была всего 1 км) — он соединял бутанский город Пхунчолинг с индийской границей. Пхунчолинг соединялся со столицей Бутана Тхимпху национальными маршрутами.
В 2009 году правительство Индии предложило продлить маршрут AH48 от границы с Бутаном через Джайгаон до Пхулбари.